# Крешимир Мішак
Крешимир Мішак (хорв. Krešimir Mišak; нар. 1972, Загреб) — хорватський науковий журналіст, рок-музикант і письменник у жанрі наукової фантастики. Відомий як ведучий телепередачі «На грані науки», яка виходить на HRT.

## Біографія

### Освіта
1996 року здобув диплом журналіста на факультеті політичних наук Загребського університету.

### Кар'єра
Заявив про себе як журналіст, музикант і автор творів наукової фантастики.

#### Журналістика
З 1988 року працює в освітній і дитячій редакції Хорватського радіо, а з 2002 — на хорватському телебаченні випускає передачу «На грані науки».
Потроху пише і для різних газет, таких як «Забавнік» (недільний додаток «Ранкової газети»), «Drvo znanja», «Modra lasta», часопис «Svjetlost», «Nexus», політичний тижневик «7Dnevno» тощо. Писав і для коміксів (видання «Hrvatsko slovo», «Kvadrat», «Modra lasta»).

#### Музика
Перші концерти відбув у 1988 в студентському клубі «KSET» і Молодіжному центрі. Відтоді записав 6 альбомів з чотирма різними гуртами («Fantomi», «Fantomi2», «Građani», «Virusi») і брав участь у записі низки музичних збірників.
Сьогодні він — вокаліст, гітарист і фронтмен рок-гурту «Hakuna Matata». Перший альбом цієї групи під назвою «Антигравітації» пройшов промоцію 16 січня 2007 року в загребському клубі «SAX».

#### Письменство
1999 року почав писати наукову фантастику. З того часу написав десяток коротких науково-фантастичних творів. Двічі отримував премію «СФЕРА» за найкраще науково-фантастичне оповідання: «Світ поточної секунди» в 2000 і «Акваріум із золотими рибками» в 2005.
2005 року випустив збірку науково-фантастичних оповідань «Зоряні рифи», а в 2006 — видав книжку «Телепатія і телекінез». У 2013 році опублікував книжку «Dečki, odjebite u skokovima», що займається аналізом світу, в якому ми живемо і який під контролем кількох впливових людей, які різними методами обману, поступових кроків і розміщенням неправдивих новин із людства витворюють рабів.

## Нагороди і відзнаки

### Літературні премії
- Премія «СФЕРА», 1999 за оповідання «Svijet iduće sekunde»
- Премія «СФЕРА», 2004 за оповідання «Akvarij sa zlatnim ribicama»

## Дискографія

### Альбоми
- Fantomi — «Veliki odmor», Jugoton, 1990.
- Fantomi — «Sretan ti rođendan», Croatia Records, 1992.
- Fantomi — «Planeta majmuna», Orfej, 1993.
- Fantomi — «Best off», Dammic Music, 1994.
- Fantomi 2 — «Lice», CBS, 1995.
- Građani — «Građani», Croatia Records, 1998.
- Virusi — «Ploča», HB ton, 1998.
- Fantomi — «Zlatna kolekcija», Croatia Records, 2006.
- Hakuna Matata — «Antigravitacija», Scardona, 2006.
- Hakuna Matata — «Free Energy», Croatia Records, 2008.
- Hakuna Matata — «Uspon i pad četvrtog reicha», Dallas, 2014.

### Збірники і сингли

#### Fantomi
- Singl «Beba, bebica» (1989)
- «Blue Moon» (Jugoton, 1990)
- «Rock za Hrvatsku» (Croatia Records, 1991)
- «Zagrebfest 1992» (Croatia Records, 1992)
- «Live tribute to Karlo Metikoš — Ritam kiše» (Croatia Records, 1993)
- «Crockabilly» (Aquarius Records, 2008.)

#### Građani
- «Teške note», (Alka Records, 1999.)

#### Hakuna matata
- Концертник «Ostat će mlad — Sjećanje na Krešimira Blaževića», (Dallas, 2007.)
- Концертник «30 godina kasnije — Sedmorica veličanstvenih» (Dallas, 2009.)

- Zvučni zid — singl «Osmijeh», Menart, 2009.

## Книги
- Zvjezdani riffovi (SF, Mentor, 2005.)
- Telepatija i telekineza (Sysprint, 2006.)
- Svjetla na nebu — kronologija istraživanja NLO-a (Sysprint, 2010.)
- Sretan vam kraj svijeta (…kakvog ste poznavali) (TELEdisk, 2010.)
- Sve piše u novinama (…a ponešto i ne) (TELEdisk, 2010.)
- Putovati kroz vrijeme? Zašto ne! (AGM, 2012.)
- Dečki, odjebite u skokovima (TELEdisk, 2013.)

## Оповідання
Видані науково-фантастичні оповідання в журналах і збірках:
- Zabavnik (Jutarnji list, сім оповідань у період із 2000 по 2004 рік)
- Futura 79 (1999)
- Futura 84 (1999)
- Futura 116 (2002)
- Zagreb 2004 — збірка хорватської наукової фантастики (Mentor, SFera, 2004.)
- Фантастичні розповіді для дітей 21-го століття (Autorska kuća, 2006.)
- Ad astra — антологія хорватської науково-фантастичної новели (Mentor, 2006.)
- Razbibriga (Jutarnji list, 2011.)

Інші опубліковані оповідання у збірках:
- Zvučni zid (VBZ, 2009.)
- Zvučni zid II (VBZ, 2011.)

## Укладання друкованих видань
- Часопис «Vizionar» (TELEdisk, 11 випусків, 2006—2007)
- Бібліотека «OBELISK» (AGM, з 2009 року до сьогодні, до 2014 року опубліковано 18 книг)

## Документальні фільми та серіали
- Nebo NLO-a (редактор і письменник, режисер Міслав Худолетняк, HRT, 2003)
- Djeca Sunca (семисерійний науково-популярний серіал, упорядник і сценарист із режисером і сценаристом Міславом Худолетняком, HRT, 2012)